# The Old Man of the Mountain
The Old Man of the Mountain es un corto de animación estadounidense de 1933, producido por Fleischer Studios y distribuido por Paramount Pictures. Está protagonizado por la gran estrella de dichos estudios en ese momento, Betty Boop, y la música del corto está interpretada por Cab Calloway y su orquesta.

## Argumento
Un pueblo junto a las montañas vive atemorizado por la presencia de un temible personaje al que llaman the old man of the mountain (en español: el hombre anciano de la montaña). Betty Boop, quien está allí de vacaciones, decide subir a la montaña y enfrentarse a él.

## Producción
The Old Man of the Mountain es la decimonovena entrega de la serie de Betty Boop y fue estrenada el 4 de agosto de 1933.
La música del corto, de principio a fin, corre a cargo totalmente de Cab Calloway y su orquesta, quienes aparecen al comienzo en una actuación en vivo. Es el tercer corto de los estudios en que aparece Cab Calloway, tras Minnie the Moocher y Snow White. Aquí, también fue filmada su actuación y su baile rotoscopiado.
La escena dentro de la caverna entre Betty y el viejo es recordada en el corto de la misma serie Betty Boop's Rise to Fame (1934). Y esta escena, con música, baile y diálogos, es reproducida casi con exactitud en la película Pesadilla antes de Navidad (Tim Burton, 1993) entre Santa Claus y Oogie Boogie.